# Poetto
Il Poetto è una spiaggia della città metropolitana di Cagliari, che ricade nel territorio comunale dei suoi più importanti centri abitati ed è pertanto suddivisa in Poetto di Cagliari e Poetto di Quartu Sant'Elena. Soprannominata spiaggia dei Centomila per via della sua elevata estensione e capienza, è un'importante località turistica e uno dei principali luoghi della vita notturna estiva della città e dell'area vasta. 
Poetto-Medau su Cramu è anche il quartiere del capoluogo di 1 104 abitanti, ubicato nel tratto occidentale della striscia compresa fra la spiaggia e le saline di Molentargius, confinante col quartiere Is Arenas della città di Quartu Sant'Elena.

## Geografia fisica

### Territorio

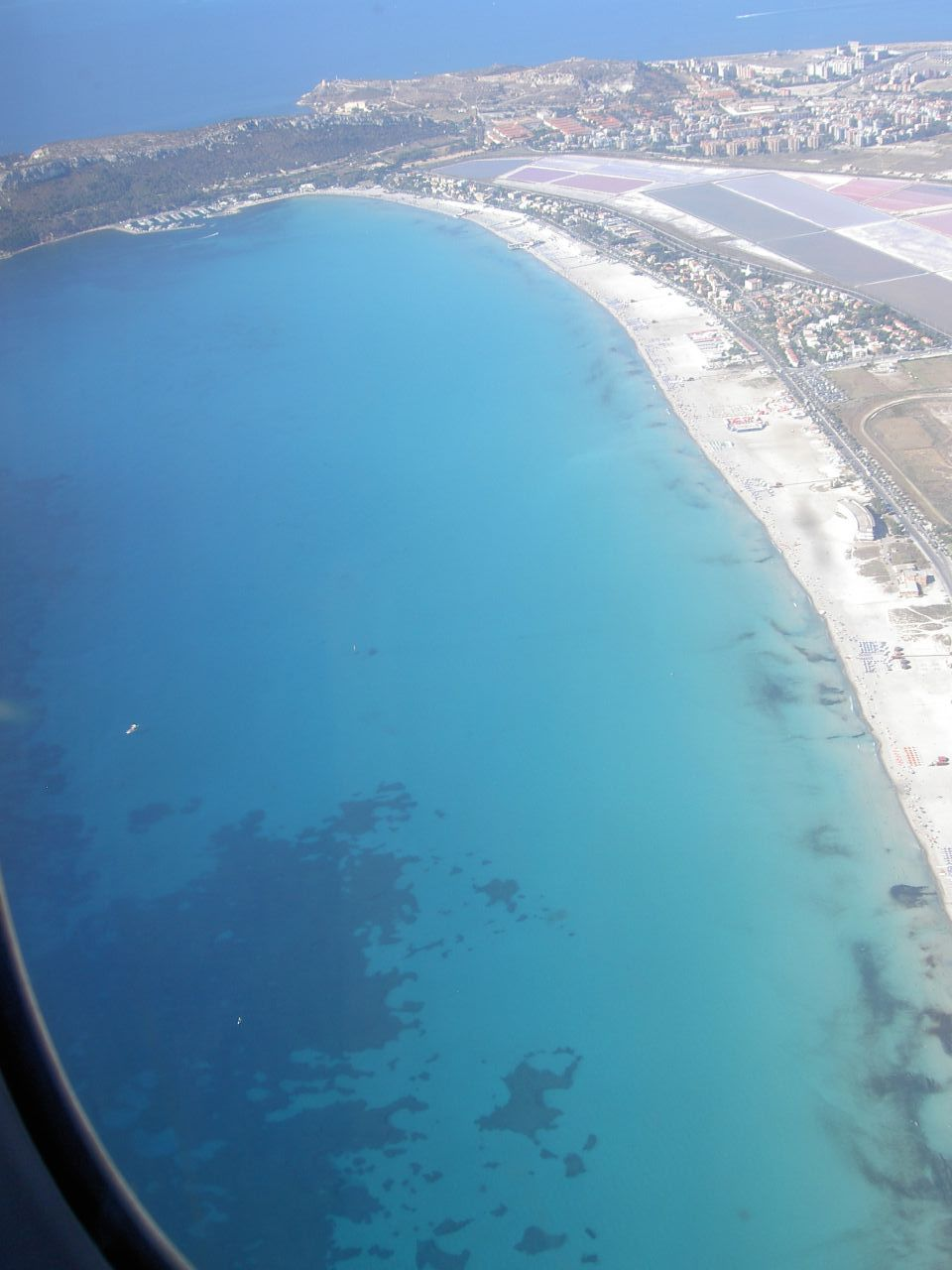
Vista aerea del Poetto

La spiaggia è un sottile lembo di spiaggia sabbiosa lungo circa 8 km, esteso nel litorale del golfo degli Angeli compreso tra la Sella del Diavolo in territorio cagliaritano e la frazione quartese del Margine Rosso, delimitato nella parte superiore dalle saline di Molentargius.

## Origini del nome
Il nome deriva dal sardo Poétu, a sua volta dipendente dal catalano Pouet, diminutivo di Pou, ossia pozzo. La denominazione catalana Pouet è già attestata nei disegni di Rocco Cappellino in Descrizione della Sardegna del 1577.

## Storia
La principale attività del Poetto era legata tradizionalmente all'estrazione del sale, intrapresa sin dal periodo romano e proseguita poi dal medioevo fino all'età contemporanea.

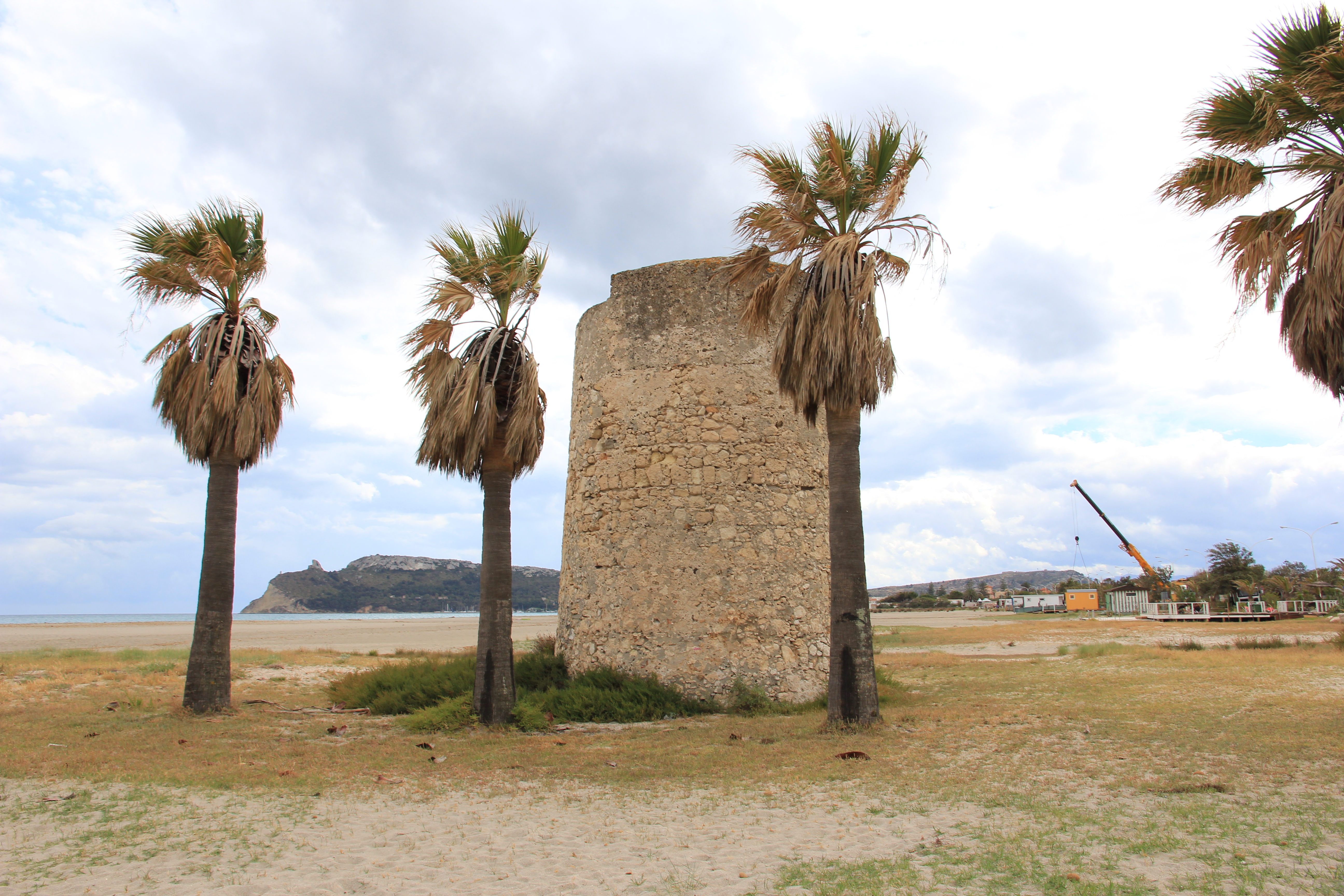
Torre di Mezza Spiaggia

Nella seconda metà del XVI secolo il governo iberico decise di costruire su questo litorale diverse torri di avvistamento in funzione anti-barbaresca. Sia nel 1717 che nel 1793 il Poetto e il litorale quartese furono il punto di sbarco principale nel sud dell'Isola dei corpi di spedizione spagnolo e francese.

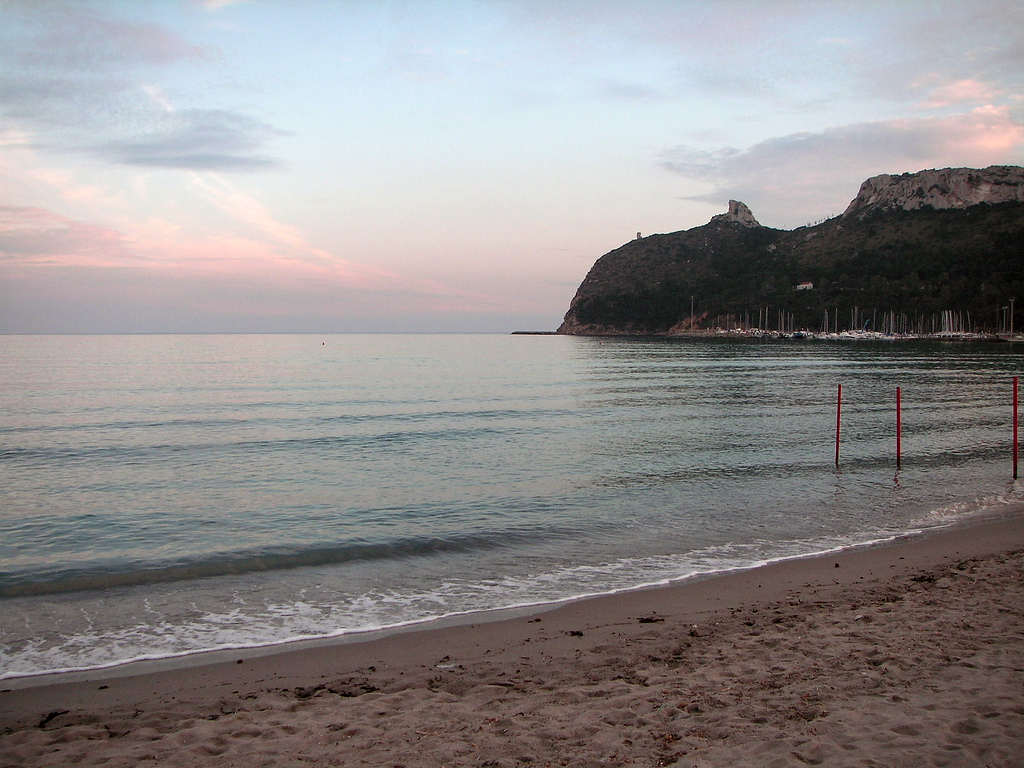
La Sella del Diavolo e la spiaggia del Poetto

Prima del 1900 il Poetto era completamente nel comprensorio della città di Quartu Sant'Elena e non era particolarmente frequentato dai cagliaritani che preferivano il tratto occidentale del golfo, con le località di Sa Perdixedda e Giorgino. Fu infatti solo dalla fine del XIX secolo e soprattutto dai primi decenni del XX secolo che la popolazione incominciò ad apprezzare le bianche dune del Poetto e cominciarono a sorgere i primi stabilimenti balneari (il "Lido" e il "D'Aquila"), i chioschetti per i rinfreschi e durante il ventennio fascista una colonia estiva ubicata in una costruzione a tre piani sulla spiaggia (questa verrà poi trasformata in ospedale dopo la guerra e in seguito abbandonata). Imitando le prime cabine del Lido sorsero anche i casotti, colorate costruzioni in legno a metà strada tra lo spogliatoio e la minuscola casa in riva al mare.
I casotti, privi delle più elementari strutture igienico sanitarie, furono trasformati nella stagione estiva in vere e proprie case di abitazione. A seguito delle indagini della Unità Sanitaria Locale, il 2 Agosto 1985 la spiaggia viene dichiarata insalubre, accertata la presenza di focolai di batteri e parassiti con l'ordinanza n°3385 della Capitaneria di Porto. Vennero quindi abbattuti i primi casotti adiacenti a Marina Piccola, per essere rimossi interamente nel marzo 1986 per i suddetti motivi di natura igienico-sanitaria.
Lo studio del 1989 della Mediterranea Survey and Service MSS S.p.A. sull'erosione del Poetto, attraverso una serie di rilevazioni consentì di constatare che l'enorme degrado dell'arenile cagliaritano ebbe inizio dagli anni cinquanta con la ricostruzione che portò a massicci prelievi di sabbia; nel 1997 e nel 1999 furono effettuati dalla stessa società degli aggiornamenti allo studio che confermarono il trend dell'erosione, e identificarono quali cause del degrado la presenza della strada litoranea, l'incremento dell'azione ondosa a causa della scomparsa della Posidonia oceanica, e la costruzione degli stabilimenti e dei bracci a mare del Lido e D'Aquila, dei casotti e delle villette.
Per rimediare alla scomparsa della spiaggia del versante cagliaritano si è tentato un ripascimento nel 2002: attraverso un sistema di draghe, è stata prelevata la sabbia a qualche centinaio di metri dalla riva anziché dal luogo precedentemente scelto a varie miglia dalla spiaggia, vanificando così la buona intenzione di riportare il Poetto alle sue originaria bellezza e dimensione. Infatti il risultato si è dimostrato sconvolgente: la sabbia finissima e bianca di una volta è stata sostituita da un miscuglio completamente diverso per colore e granulometria, contenente non solo sabbia ma anche frammenti di conchiglie e concrezioni marine. A distanza di tempo la situazione non è migliorata; inoltre anche che il tratto quartese, in un primo momento rimasto intatto, dopo qualche anno ha cominciato a presentare gli stessi problemi dovuti all'asportazione della sabbia ad opera del vento, degli uomini e naturalmente del mare.

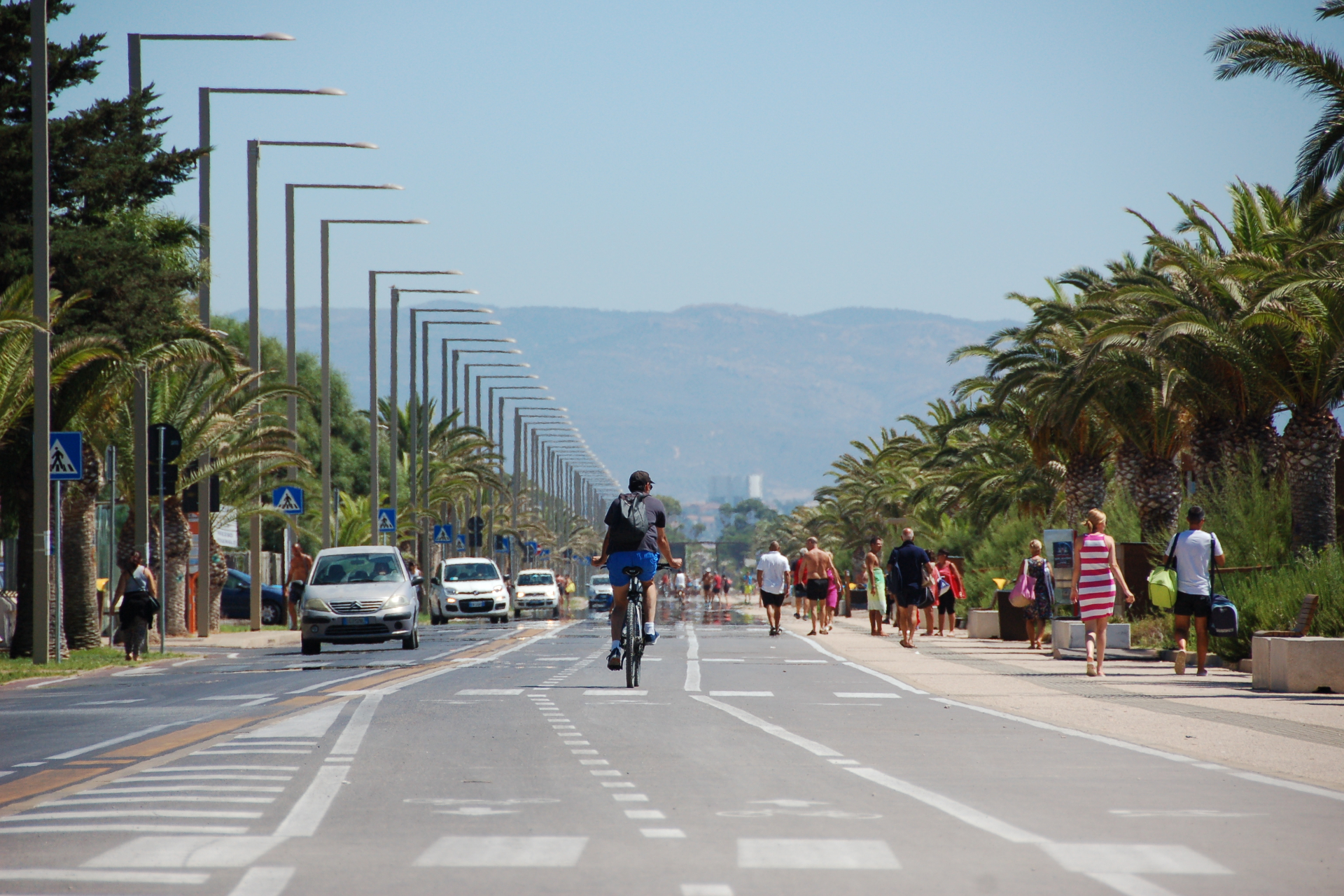
Il lungomare

A gennaio 2012, per la prima volta dopo l'operazione di ripascimento, la spiaggia recupera metri, anche dieci in alcuni punti, come segnalato dall'Urban Center di Cagliari. Tuttavia, nel 2013, la forza erosiva delle correnti, sommata alla cattiva gestione e ai mancati studi sui processi erosivi, ha riportato la situazione a prima del 2002.

## Società
È il penultimo quartiere della città per numero di abitanti, secondo solo al Quartiere Europeo. Questa caratteristica, unita alla sua elevata superficie, lo rende il meno densamente popolato da oltre 20 anni: è seguito da Sant'Avendrace-Santa Gilla, che però è nettamente più esteso.
Presenta un basso quoziente di immigrazione, raccoglie poi il più alto numero di divorziati per entrambi i sessi. Comprende il maggior numero di residenti della fascia di età compresa tra i 19 e i 29 anni.

### Evoluzione demografica
Abitanti censiti

Negli ultimi due decenni risulta essere il quartiere che più si è spopolato con una flessione in negativo di quasi il 30%.

## Infrastrutture e trasporti

### Strade

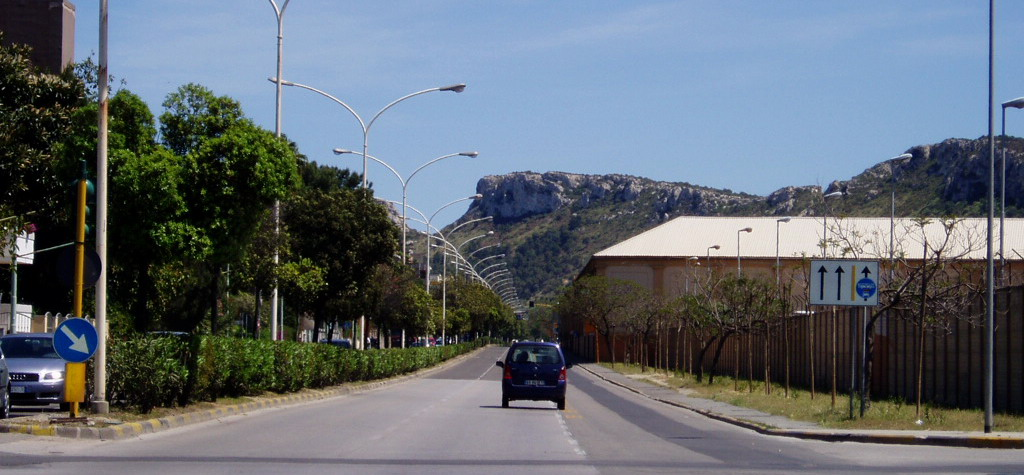
Viale Poetto, sullo sfondo la Sella del Diavolo

Il viale omonimo lo collega all'Asse Mediano di Scorrimento passando per San Bartolomeo. Il lungomare è servito da una strada che scorre parallela alla costa e allo stagno di Molentargius, detta appunto via Lungo Saline e che prosegue fino all'Ospedale Marino. La strada prosegue anche in territorio quartese sotto la denominazione di viale Lungomare del Golfo.

### Mobilità urbana

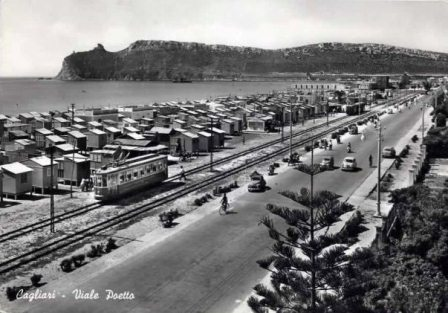
La linea tranviaria in una cartolina d'epoca.

Il Poetto è popolarmente diviso in "fermate", ossia i vari tratti di spiaggia sono riconosciuti dal numero ordinale delle fermate dell'autobus delle linee urbane del CTM che collegano il centro cittadino al quartiere, coincidenti in realtà con le vecchie fermate del tram.
Dal 1913 fino alla fine degli anni sessanta la spiaggia era raggiungibile dal centro della città per mezzo di una linea tranviaria con caratteristiche extraurbane, inizialmente esercita a vapore e in seguito elettrificata. Tale impianto, denominato "Linea P" negli ultimi anni di servizio, aveva la peculiarità di correre lungo il perimetro della spiaggia, consentendo agli utenti la massima comodità nell'accesso agli arenili.
La fermate più frequentate sono la 1ª fermata (attigua al porticciolo di Marina Piccola), la 2ª, la 3ª (occupate rispettivamente dagli stabilimenti balneari de Il D'Aquila e de Il Lido) e la 4ª, occupata solo in parte dai chioschi e dagli stabilimenti delle forze dell'ordine. Le parti della spiaggia corrispondenti alla 6ª (dove si trova anche il vecchio Ospedale Marino) e alla 7ª sono invece meno affollate e più tranquille. Il punto di confine in cui inizia il litorale appartenente al Comune di Quartu Sant'Elena e termina quello cagliaritano è lo stabilimento dei Carabinieri, anche se per tradizione i locali la identificano simbolicamente con "La Bussola" per via del locale omonimo presente in passato in quel punto..